# 马库斯·鲍斯
马库斯·鲍斯（挪威語：Marcus Paus，1979年10月14日—）是一位挪威作曲家，出生於該國首都奧斯陸，是当今斯堪的纳维亚半岛最著名的作曲家之一。 他以对传统，音调和旋律的专注着称。 他撰写室内音乐，合唱作品，独奏作品，音乐会，歌剧，交响曲和电影音乐。